# Édouard Boulard
Pour les articles homonymes, voir Boulard.
 (août 2021).
Améliorez-le ou discutez des points à vérifier. 
 (juin 2021).
Si vous disposez d'ouvrages ou d'articles de référence ou si vous connaissez des sites web de qualité traitant du thème abordé ici, merci de compléter l'article en donnant les références utiles à sa vérifiabilité et en les liant à la section « Notes et références ».
Édouard Boulard, né le 24 décembre 1837 à Sillé-le-Guillaume dans la Sarthe, et mort le 20 mai 1903 en son domicile, au no 11, rue Chardon-Lagache dans le 16e arrondissement de Paris, est un ouvrier, un militant socialiste, un sociologue utopiste, et un théoricien politique du collectivisme.

## Biographie
Édouard Boulard fut en 1893 candidat de la Fédération des travailleurs collectivistes dans le 14e arrondissement de Paris, quartier Plaisance et il obtint 1,04 % des voix des électeurs inscrits.

## Publications
- Études sur le collectivisme intégral-révolutionnaire (1888), in La Revue socialiste.
- Collectivisme intégral révolutionnaire, organisation sociale, logique, nécessaire, conforme aux lois naturelles (1888), 11e éditions en 1889.
- Théorie et pratique du collectivisme intégral-révolutionnaire (1893), Paris, édition Lecourtois, 15 éditions.
- Études synthétiques sur une organisation sociale logique, nécessaire, conforme aux lois naturelles, théorie et pratique du collectivisme intégral-révolutionnaire (1893).
- Philosophie et pratique du collectivisme intégral-révolutionnaire: pour le juste, par le vrai: étude synthétique sur une organisation sociale, logique, nécessaire, conforme aux lois naturelles, 1897, Paris, Librairie socialiste.
- Philosophie et pratique du collectivisme intégral-révolutionnaire: pour le juste, par le vrai: étude synthétique sur une organisation sociale, logique, nécessaire, conforme aux lois naturelles, 1898, Paris, Société libre d'édition des gens de lettres, 21e mille.
- Pour le juste, par le vrai, Études synthétiques sur une organisation sociale, logique, nécessaire, conforme aux lois naturelles (1901), Paris, Société d'éditions scientifiques.